# 4773 Хаякава
4773 Хаякава (4773 Hayakawa) — астероїд головного поясу, відкритий 17 листопада 1989 року.
Тіссеранів параметр щодо Юпітера — 3,395.